# Elecciones generales de Malaui de 1999
Las elecciones generales de Malaui de 1999 tuvieron lugar el 15 de junio del mencionado año con el objetivo de renovar la presidencia de la República y los 193 representantes de la Asamblea Nacional, que ejercerían sus funciones por el período 1999-2004. Se trató de los segundos comicios desde la democratización del país de 1994 y los primeros en realizarse bajo la constitución de 1995, que había entrado en vigor después de los anteriores. Las elecciones fueron originalmente programadas para el 17 de mayo, pero fueron pospuestas dos veces debido a un retraso en la llegada del material electoral.
Los comicios tuvieron lugar en un ambiente sumamente tenso. La presidencia de Bakili Muluzi, primer gobierno democráticamente electo en la historia del país, estuvo marcada por la lenta institucionalización democrática tras el final del régimen de Kamuzu Banda, las tensiones regionales y religiosas, una sucesión continua de escándalos de corrupción y un persistente deterioro de la situación económica que se tradujo en una fuerte devaluación del kuacha malauí en agosto de 1998. El gobierno de Muluzi fue acusado de tener tendencias autocráticas, situación que se agravó cuando el gobernante Frente Democrático Unido (UDF) pospuso su convención hasta finales de 1999, lo que dejó las nominaciones de las candidaturas parlamentarias del partido en manos del presidente. Muluzi y el vicepresidente Justin Malewezi buscaron la reelección, hasta la fecha la única ocasión en que un presidente en ejercicio ha buscado la reelección con el mismo vicepresidente como compañero de fórmula. Los conflictos en el UDF y las críticas a la gestión de Muluzi motivaron la ruptura de su gobierno de coalición con la Alianza por la Democracia (AFORD), tercer partido más grande del país liderado por Chakufwa Chihana. El opositor Partido del Congreso de Malaui (MCP), que había sido el único partido legal durante el régimen de Banda, logró un sorpresivo acuerdo con la AFORD para formar una coalición contra el UDF. La alianza resultante fue denominada «Mgwirizano» (literalmente «Unidad» en chichewa). El secretario general del MCP, Gwanda Chakuamba, fue candidato presidencial de la alianza, con Chihana como compañero de fórmula.
El período de inscripción de candidatos vio un conflicto institucional cuando la Comisión Electoral de Malaui (MEC), presidida por el juez William Hanjahanja, rechazó la inscripción de la fórmula Chakuamba-Chihana por pertenecer a distintos partidos, a pesar de que la legislación electoral no lo prohibía expresamente. El Tribunal Supremo falló a favor de la alianza opositora, sentencia que la MEC apeló. Bajo una intensa presión por parte de la oposición (que organizó protestas masivas) y afrontando un creciente rechazo interno dentro del mismo ente electoral, Hanjahanja dimitió tan solo un mes antes de las elecciones y fue reemplazado por el juez James Kalaile, quien se apresuró a retirar la apelación y aceptar la inscripción de la candidatura. El arreglo llegó demasiado tarde para impedir que el suceso socavara significativamente la hasta entonces casi indiscutida percepción de imparcialidad y eficacia de la autoridad electoral del país.
A partir del incidente inicial, el clima de conflictividad política escaló en agresividad. La campaña electoral estuvo por completo polarizada entre Muluzi (que reunía sus principales apoyos en los bastiones del UDF en la región Sur, más poblada, urbanizada y rica) y Chakuamba (que contaba con mayor respaldo en la región Central donde dominaba el MCP), y se vio dominada por discursos vitriólicos y estallidos de violencia esporádica. El UDF fue acusado de hacer uso de los recursos del Estado para hacer campaña y se reportaron a su vez hechos de intimidación contra la oposición en el Sur. La Corporación de Radiodifusión de Malaui (MBC), principal medio de difusión informativo del país ante el todavía elevado analfabetismo y la lenta introducción de la televisión, fue acusada repetidamente de parcialidad política y de silenciar las voces opositoras. Una normativa que garantizó una distribución del tiempo al aire para los distintos partidos llegó demasiado tarde para acallar las críticas. En el Norte, bastión de la AFORD, la ruptura con el UDF y la alianza con el MCP resultaron en una hostilidad casi unánime hacia el oficialismo, lo que a menudo se tradujo en una reacción violenta. Los partidarios de la alianza MCP-AFORD frustraron los intentos de Muluzi de hacer campaña en los distritos norteños con agresivas manifestaciones. Muluzi centró su discurso en agitar el pasado autoritario del MCP, afirmando que Chakuamba buscaría restablecer el régimen totalitario si llegaba al poder. Por su parte, Chakuamba acusó a Muluzi y sus partidarios de enriquecerse a costa del empobrecimiento del país.
La jornada electoral se realizó con relativa normalidad, pero el proceso de escrutinio fue muy lento, lo que motivó dudas y protestas. Finalmente, Muluzi fue declarado ganador con el 52,38 % de los votos válidamente emitidos contra el 45,17 % de Chakuamba. El resultado replicó los patrones de votación marcados por la fragmentación regional, con Muluzi arrasando en los distritos del Sur, mientras que Chakuamba ganó el Norte y el Centro (donde sufrió, sin embargo, un ligero declive respecto a la aplastante victoria obtenida por Banda en 1994). En las elecciones parlamentarias el UDF retuvo la primera minoría con 93 escaños, mientras que el MCP logró obtener 66 y la AFORD 29. Cuatro candidatos independientes (todos miembros del UDF que habían fracasado en acceder a una candidatura parlamentaria) resultaron electos. La participación fue masiva, alcanzando el 93,76 % del electorado registrado. La elección permanece hasta la fecha como la votación más polarizada y competitiva entre dos candidatos desde la democratización de Malaui.
Aunque los observadores internacionales criticaron tanto la mala gestión del registro electoral como el tono agresivo y violento de la campaña, en general consideraron que las elecciones fueron razonablemente libres y justas. No obstante, Chakuamba no reconoció la derrota, denunciando que se había cometido un fraude electoral. La alianza MCP/AFORD presentó dos recursos ante el Tribunal Supremo, impugnando la victoria de Muluzi y los resultados en 16 circunscripciones parlamentarias, alegando irregularidades. Sin embargo, Muluzi fue juramentado para un segundo mandato como presidente el 21 de junio en medio de protestas de la oposición. El Tribunal rechazó todos los recursos en abril de 2000.

## Contexto
Las elecciones generales de 1994, primeras desde la abolición del régimen unipartidista de Hastings Kamuzu Banda, resultaron en un amplio triunfo para el Frente Democrático Unido (UDF), liderado por Bakili Muluzi, quien derrotó fácilmente a Banda en las elecciones presidenciales. El Partido del Congreso de Malaui (MCP), hasta entonces única fuerza política legal del país, quedó relegado al segundo puesto pero logró prevalecer como principal partido de la oposición al nuevo gobierno. Chakufwa Chihana, activista destacado de la lucha por la democratización y candidato de la Alianza por la Democracia (AFORD), se ubicó en el tercer puesto. La elección se vio caracterizada por una fuerte fragmentación regional del voto, con Muluzi imponiéndose gracias a su hegemonía en el Sur más poblado, mientras que Banda triunfó en su bastión en la región Central de mayoría chewa y la AFORD dominó por completo el Norte. Aunque los observadores internacionales elogiaron las elecciones como libres y justas y la transición democrática malauí fue bien recibida a nivel regional, el resultado electoral había abierto divisiones tribales y regionales inherentes potencialmente peligrosas para el país. Debido al fracaso del UDF en asegurar una mayoría absoluta en la Asamblea Nacional, Muluzi trató de concertar un acuerdo con la AFORD para formar un gobierno de coalición. Chihana rechazó la propuesta, lo que le valió críticas dentro de su propio partido.
El consenso opositor al régimen previo entre el UDF y la AFORD, bastante dañado durante la campaña, se rompió por completo cuando Chihana comenzó acercamientos con el MCP, liderado desde 1993 por Gwanda Chakuamba pero del cual el expresidente Banda era todavía líder vitalicio. Sin embargo, ninguna de las dos partes estaba feliz con el acercamiento. El MCP lo consideraba la única vía para evitar una completa marginación política que destruyera al partido, pero los partidarios de la AFORD (muchos de los cuales eran activistas de larga data contra el régimen unipartidista) lo vieron como una traición. No obstante, aunque algunos desertaron al UDF, la mayoría permanecieron en el partido y contribuyeron a que una mayoría parlamentaria opositora invistiera a Rodwell Munyenyembe, miembro de la AFORD, como presidente de la Asamblea Nacional. También lograron el control de algunos comités parlamentarios clave, incluyendo uno que debía redactar reglamentos sobre procedimientos parlamentarios. Muluzi dedicó sus primeros seis meses en el cargo a presionar para romper esta coalición y al mismo tiempo ejecutar una ofensiva política para atraer el apoyo de las autoridades tribales (antes leales al MCP). Finalmente, en septiembre de 1994, logró llegar a un acuerdo con Chihana para que la AFORD se uniera al gobierno. En virtud de una disposición constitucional que lo habilitaba a hacerlo, Muluzi designó a Chihana como «segundo vicepresidente» y formó un gabinete con integrantes de todos los partidos excepto el MCP.
Los primeros años del nuevo gobierno estuvieron destinados a la institucionalización del régimen democrático. La abrumadora mayoría parlamentaria generada por la coalición entre el UDF y la AFORD permitió ejecutar una serie de reformas que permitieron la entrada en vigor, en 1995, de una nueva constitución democrática. Asimismo, se iniciaron una serie de procesos judiciales contra los funcionarios de la dictadura de Banda implicados en violaciones a los derechos humanos o actos de corrupción, incluyendo el mismo Banda (que tenía alrededor de 95 años al momento de su retiro) y su principal lugarteniente, John Tembo. No obstante, aunque se demostró que las víctimas de los casos denunciados fueron asesinadas o agredidas por fuerzas vinculadas al Estado, los tribunales no encontraron forma de vincular directamente a Banda o a Tembo con los crímenes, por lo que fueron exonerados. Banda no expresó arrepentimiento por los actos cometidos durante su presidencia, criticando a los malauíes como «niños políticos» y reivindicando el sistema unipartidista en numerosas ocasiones. Tan solo poco antes de su muerte emitió una disculpa pública a las víctimas del terrorismo de Estado, pero sin asumir ninguna responsabilidad. Banda finalmente falleció en noviembre de 1997.
Además de los conflictos regionales, el panorama religioso se complejizó. Las tensiones entre la mayoría cristiana y la minoría musulmana de Malaui habían aumentado desde la elección de Muluzi, un musulmán. Los cristianos, que representan aproximadamente el 75% de la población, estaban preocupados por los rumores de una «islamización» de la cultura malauí, los cuales fueron constantemente agitados por grupos opositores para inflamar su retórica. El gobierno de Muluzi estableció relaciones diplomáticas con varios países islámicos, pero el presidente negó repetidamente las acusaciones de que su gobierno pretendiera convertir a Malaui en un estado islámico. Sin embargo, algunos grupos cristianos citaron como prueba de lo contrario la construcción de nuevas mezquitas en todo Malaui, el creciente número de estudiantes becados para estudiar en países islámicos y la creciente ayuda de los estados islámicos. La religión y la delincuencia parecían convertirse en temas de discusión política adicionales. Después de 1995, la delincuencia violenta aumentó de forma alarmante. Los robos a mano armada, incluidos los secuestros de vehículos, fueron en aumento, impulsados por la fácil disponibilidad de armas y municiones del vecino Mozambique (recién salido de una guerra civil).
El año 1998 vio un angustiante y acelerado deterioro de la situación económica, que contribuyó a tensar el panorama político antes de las elecciones. La fuerte sequía afectó considerablemente los ingresos de millones de malauíes dependientes de la agricultura de subsistencia. En agosto la moneda nacional, el kuacha, sufrió una devaluación de hasta el 37%. Las políticas de privatización masiva iniciadas por el gobierno de Muluzi en principio garantizaron el apoyo del Banco Mundial y el Fondo Monetario Internacional, permitiendo el ingreso de algunos fondos, pero el alcance del ajuste provocaron un disparo del desempleo. Muluzi alegó que la crisis se debía a factores externos, pero conforme aumentó el declive económico el gobierno comenzó a volverse más represivo. Los ataques contra los medios de comunicación opositores y la detención arbitraria de periodistas aumentaron durante el año anterior a los comicios.

## Sistema electoral

### Reglas electorales
Los comicios fueron los primeros en realizarse bajo la constitución y la Ley Electoral sancionadas el 16 de mayo de 1994 (que entraron en vigor en 1995). Bajo el marco legal vigente, Malaui era una república presidencialista. El presidente era el jefe de Estado y de gobierno elegido por voto popular y directo para un mandato de cinco años, con posibilidad de una sola reelección. El vicepresidente sería elegido junto con el presidente en fórmula única. La fórmula más votada el día de las elecciones resultaría automáticamente electa, independientemente de su número de votos. En caso de formar un gobierno de coalición, el presidente tendría la opción de nombrar un segundo vicepresidente, que debía pertenecer a un partido diferente. Todos los ciudadanos malauíes mayores de dieciocho años con residencia permanente en el país tendrían derecho a voto. No podrían votar los ciudadanos malauíes residentes en el extranjero, los declarados mentalmente insanos o los delincuentes condenados a pena de muerte.
Los requisitos constitucionales para presentar una candidatura presidencial son ser un ciudadano malauí (por nacimiento o ascendencia) y ser mayor de treinta años. Asimismo, no podrían postularse personas declaradas mentalmente insanas, declarados en bancarrota, haber sido declarados convictos por un crimen que involucrara inhabilidad moral o deshonestidad en los anteriores siete años, deberle lealtad a un Estado extranjero, ejercer cualquier otra función pública (aunque podrían renunciar para presentarse), ser miembro activo de la policía o el Ejército o haber sido condenado por estar implicado en irregularidades electorales. Asimismo, los requisitos para registrarse como candidato implicaban reunir las firmas de al menos diez electores registrados en cada distrito del país, junto con documentación de su ciudadanía malauí. Un candidato podía ser apoyado por un partido político o presentarse como independiente. En este último caso, sus formularios debían contener un símbolo único que lo representaría en la boleta electoral. Los formularios también debían registrar la persona seleccionada por el candidato para ejercer como compañero de fórmula.
Por su parte, la Asamblea Nacional unicameral, sede del poder legislativo del país, fue elegida mediante un sistema de escrutinio mayoritario uninominal derivado del modelo Westminster, que ya se había utilizado desde la independencia. El país se vería dividido en tantas circunscripciones como número de escaños a cubrir, y cada una de estas circunscripciones sería representada por un miembro del parlamento elegido directamente por simple mayoría de votos. Para ser candidato a miembro de la Asamblea Nacional, los requisitos eran ser ciudadano malauí mayor de veintiún años con un dominio lo suficientemente competente del idioma inglés para tomar parte en los procedimientos parlamentarios. Los candidatos solo podrían presentarse en la circunscripción en la que hubieran nacido, en la que tuvieran su residencia fija o en la que estuviera localizado su lugar de trabajo. Los aspirantes a candidatos debían presentar el día de la nominación el respaldo por escrito de al menos diez electores registrados en la circunscripción que pensaba disputar, así como un depósito monetario de una suma fijada por la Comisión Electoral. Si el candidato no lograba superar el 5 % de los votos en la circunscripción, su depósito sería entregado al Estado. Si superaba el umbral, le sería reembolsado.

### Redistribución de circunscripciones
La Constitución de Malaui exigía a la Comisión Electoral la demarcación de las circunscripciones electorales con base en criterios técnicos, con el fin de garantizar que estas contaran con un número aproximadamente igual de votantes con derecho a registro. Sin embargo, el principio de «igualdad de votantes con derecho a registro» resultó difícil de aplicar. A pesar de este desequilibrio, tanto la ausencia de un censo de población desde 1987 como las quejas de las autoridades tradicionales y los líderes políticos, opuestos a cualquier proceso de redemarcación que implicara la pérdida de circunscripciones electorales (y por tanto, poder de presión parlamentaria) para sus respectivas áreas, dificultaron la demarcación. Tras una evaluación, la MEC sugirió la creación de 70 circunscripciones parlamentarias adicionales, asignando a las zonas Norte, Centro y Sur 11, 17 y 42 circunscripciones respectivamente. Sin embargo, la Asamblea Nacional rechazó la propuesta alegando que el país no podía permitirse un legislativo tan ampliado. Al final, se crearon 16 nuevas circunscripciones subdividiendo varias circunscripciones subrepresentadas, aumentando así el número de escaños de 177 a 193. Once de estas nuevas circunscripciones estaban en la región Sur y cinco en la Central.
| Distrito   | Escaños | Escaños |
| Distrito   | 1994    | 1999    |
| ---------- | ------- | ------- |
| Dedza      | 8       | 8       |
| Dowa       | 7       | 7       |
| Kasungu    | 9       | 9       |
| Lilongüe   | 17      | 22      |
| Mchinji    | 6       | 6       |
| Nkhotakota | 5       | 5       |
| Ntcheu     | 7       | 7       |
| Ntchisi    | 4       | 4       |
| Salima     | 5       | 5       |
| Central    | 68      | 73      |
| Chitipa    | 5       | 5       |
| Karonga    | 5       | 5       |
| Nkhata Bay | 8       | 8       |
| Rumphi     | 4       | 4       |
| Mzimba     | 11      | 11      |
| Norte      | 33      | 33      |
| Balaka     | 3       | 4       |
| Blantire   | 10      | 13      |
| Chikwawa   | 6       | 6       |
| Chiradzulu | 5       | 5       |
| Machinga   | 7       | 7       |
| Mangochi   | 10      | 12      |
| Mulanje    | 11      | 14      |
| Mwanza     | 4       | 4       |
| Nsanje     | 5       | 5       |
| Thyolo     | 7       | 7       |
| Zomba      | 8       | 10      |
| Sur        | 76      | 87      |
| Total      | 177     | 193     |

## Definición de candidatos

### Frente Democrático Unido
El gobernante Frente Democrático Unido se había formado principalmente como una coalición liderada por opositores internos al régimen de Banda (la mayoría exfuncionarios o miembros de alto rango del MCP) cuya principal fortaleza se ubicaba en la región Sur, área más poblada del país. Tras su elección como presidente, el liderazgo de Bakili Muluzi dentro del UDF permanecía prácticamente incuestionado, sobre todo por la necesidad de preservar la unidad ante una Asamblea Nacional que no controlaba. Las deserciones de miembros de la AFORD y algunos del MCP entre 1997 y 1998, en el marco del conflicto posterior a la ruptura del gobierno de coalición, le habían dado algo de aire al partido al permitirle acceder, por un breve período de tiempo, a una ajustada mayoría de 89 escaños. Sin embargo, el cuórum parlamentario se licuó rápidamente debido al fallecimiento de dos parlamentarios. Por lo demás, de cara a las elecciones de 1999, Muluzi dedicó el último año de su presidencia a consolidar su liderazgo interno y purgar los potenciales elementos disidentes. Aunque no había un desafío serio a su candidatura, la imposición de un límite de dos mandatos en la constitución de 1995 y la aparente ventaja electoral de Muluzi implicaba que su reelección abriría las puertas a una inminente competencia entre las principales facciones del partido por la candidatura a su sucesión en 2004.
De acuerdo con los estatutos del partido, el UDF debería haber celebrado una convención a finales de 1998 o principios de 1999 para definir su binomio presidencial y sus candidaturas parlamentarias para las venideras elecciones. Sin embargo, a fines de 1998, el UDF confirmó que no celebraría una convención preelectoral, sino una definición de su liderazgo para finales del año 1999. En la práctica, esto significaba ratificar a Muluzi como su candidato a la reelección sin oposición y darle al presidente un control absoluto de la selección de candidatos parlamentarios. El vicepresidente Justin Malewezi fue también confirmado como compañero de fórmula por otro período. De cara a la nominación de candidatos parlamentarios, Muluzi se ocupó de seleccionar a casi la totalidad de los mismos y dejó fuera a varios dirigentes del partido (incluso algunos que eran parlamentarios en ejercicio o que llevaban un largo tiempo estableciendo presencia en sus circunscripciones con miras a disputarlas). El resultado de esto fue que muchos miembros del UDF desertaron meses antes de las elecciones para poder presentarse como independientes. A pesar de esto, no se esperaba que el partido perdiera demasiado apoyo en las elecciones. Además del respaldo de los electores sureños, el UDF había intentado penetrar en las áreas de influencia de la oposición gracias a redes clientelares por medio de los recursos del Estado.

### Alianza de la Unidad
El panorama opositor al gobierno de Muluzi estuvo dominado por el Partido del Congreso de Malaui, el antiguo partido único del país. Hastings Kamuzu Banda se retiró de la política tras su derrota y sus últimos años de vida estuvieron centrados en afrontar las causas judiciales en su contra, aunque continuó siendo una figura presente en el partido. La formación pasó a ser liderada por el compañero de fórmula de Banda en las anteriores elecciones, Gwanda Chakuamba, que había asumido la secretaría general del partido a finales de 1993. Antiguo dirigente de los Jóvenes Pioneros de Malaui (ala paramilitar del régimen) y preso político durante sus últimos años antes de retornar al partido con la democratización, Chakuamba provenía del sur del país y buscaba presentar al MCP como un partido nacionalista reformado con miras a hacer frente al gobierno de Muluzi. Sin embargo, su liderazgo chocó con constantes conflictos internos con John Tembo, líder del ala dura del antiguo régimen de Banda durante su última etapa y con mucha influencia en la región Central. Chakuamba intentó desde un principio acercarse a la AFORD para intentar acceder a los votos del Norte, consciente de que el liderazgo de Chakufwa Chihana veía como una prioridad la oposición al gobierno de Muluzi antes que su antiguo rechazo frontal al MCP (al que se había referido en su día como «el partido de la muerte y la oscuridad»). Tras la ruptura de la inestable coalición entre el UDF y la AFORD, Chihana y Chakuamba pudieron concretar acercamientos que casi resultan en la fusión de los partidos, la cual fracasó por la fuerte oposición de la militancia de la AFORD y el rechazo tajante de Tembo y del mismo Banda (que aún tenía mucha influencia) a tolerarla.
La nacionalización de la Press Trust Corporation (que privó al MCP y sus medios afines de una importante fuente de financiación) y la muerte de Banda en noviembre de 1997 fueron un serio revés para el partido, que vio a diez de sus parlamentarios (antiguos partidarios acérrimos de Banda descontentos con el liderazgo de Chakuamba) desertar para asumir como independientes y luego perdió las elecciones parciales realizadas en mayo de 1998 para cubrir vacantes parlamentarias. No obstante, la muerte de Banda dejó a Tembo políticamente aislado y le permitió a Chakuamba imponer con mayor facilidad su punto de vista. El comienzo de una crisis interna paralela en la AFORD (con muchos partidarios del partido criticando a Chihana como un líder autocrático, intransigente y caótico) permitió al MCP presionar por un nuevo acercamiento. Ante la imposibilidad de la AFORD para ampliar su base electoral más allá del Norte y la creciente ofensiva gubernamental para debilitar su apoyo allí (incluyendo la presión política por medio de cierre de hospitales y clínicas misionales vinculadas al partido), la coalición con el MCP terminaría siendo para Chihana una cuestión de supervivencia política.
En enero de 1999, en un intento de mantener al partido unido de cara a los comicios, la convención del MCP proclamó a Gwanda Chakuamba como candidato presidencial y a John Tembo como su compañero de fórmula y candidato a vicepresidente. Sin embargo, la junta partidaria dominada por partidarios del secretario general continuó empecinada en lograr un acuerdo con la AFORD. Finalmente, el 7 de febrero de 1999, tan solo semanas antes del comienzo de las nominaciones presidenciales, Chakuamba anunció que había logrado un acuerdo con Chihana para formar una alianza para las elecciones presidenciales, que recibió el nombre de «Alianza 
 de la Unidad» (Mgwirizano) y confirmó también que Chihana sería su compañero de fórmula. El anuncio fue recibido con sorpresa e indignación por la facción del MCP favorable a Tembo, que la calificó de «antidemocrática» y remarcó la previa decisión de la convención de que él sería el candidato a vicepresidente del partido. Aunque no abandonó el MCP, se desentendió públicamente de la fórmula. Con posterioridad, varios analistas atribuyeron a la actitud ambivalente de Tembo una desmoralización de parte de la militancia del MCP de cara a la campaña que pudo tener repercusión en sus resultados.

## Registro electoral
El registro electoral, que se desarrolló durante los meses de marzo y abril, estuvo plagado de problemáticas y acusaciones constantes de parcialidad contra la Comisión Electoral de Malaui (MEC). El proceso de registro debería haber iniciado en febrero, pero comenzó el 16 de marzo, seis semanas tarde y en medio de protestas de la oposición, que exigió que se pospusiera la elección. Aún cuando la MEC aceptó prolongar el período de registro hasta el 3 de mayo, las actividades del registro electoral también se encontraron con problemas como la escasez de materiales debido a proyecciones de población inexactas, capacitación insuficiente en el manejo de películas para las tarjetas de registro de votantes y una cobertura desigual del proceso de registro (por ejemplo, con solo una semana antes del último día de registro, se descubrió que 123 centros no habían funcionado en absoluto). La oposición reportó que las dificultades eran particularmente altas en el Centro y el Norte del país, mientras que en la región Sur (el bastión del UDF) el proceso se desarrollaba con relativa normalidad. Los partidos de la oposición presentaron una demanada colectiva contra la MEC, obteniendo el 16 de mayo un fallo favorable del Tribunal Supremo posponiendo las elecciones y obligando a la MEC y a la Asamblea Nacional a sancionar leyes que lo permitieran. La Asamblea Nacional se reunió de emergencia y declaró que «por única vez» se realizarían las elecciones «no más tarde que el 15 de junio» (un mes después de finalizado el mandato constitucional de Muluzi).
El registro concluyó el 16 de mayo. Aún con la prorróga, más del 40% de los centros de registro de votantes en la región Norte (318 de 789) no lograron estar abiertos por el tiempo legalmente requerido de catorce días, pero aun así se logró un considerable aumento del número de votantes registrados respecto a la elección anterior, de 3,775,256 votantes a 5,071,822. Los observadores internacionales y sectores de la sociedad civil lamentaron el fiasco del registro electoral, sobre todo por su impacto en la opinión pública. Si bien se estimó que los problemas no habían impedido que demasiados electores se registraran, los observadores concluyeron que la administración deficiente de la MEC fue el primer paso en falso que condujo a que muchos malauíes creyeran que el ente electoral estaba vinculado al partido gobernante. Sin embargo, se reportaron aspectos positivos del período ampliado que condujeron a una depuración sumamente eficiente del padrón electoral. Los principales partidos del país reconocieron que el registro prácticamente garantizaba que el sistema había quedado relativamente blindado en contra de irregularidades como el doble voto o el voto de extranjeros.

## Observación internacional
La elección contó con la presencia de numerosos observadores internacionales, aunque en menor cantidad que los anteriores comicios. La Fundación Internacional para Sistemas Electorales (IFES) envió una misión encabezada por el británico Vic Butler, que otorgó asistencia técnica y emitió informes durante un período de doce meses entre 1998 y 1999. El Foro de Comisiones Electorales (ECF) de los países de la SADC también fue invitado para enviar una misión de observación. Las protestas de la oposición sobre el manejo del registro de votantes motivó el arribo de un panel de expertos de las Naciones Unidas para observar las elecciones ante las preocupaciones de los países que donaban dinero a Malaui. Los observadores determinaron que las elecciones habían estado plagadas de retrasos y problemas administrativos evitables, la mayoría vinculados al accionar de la Comisión Electoral de Malaui. Aunque no pusieron en duda la transparencia de la MEC y consideraron en última instancia que las elecciones habían sido «razonablemente libres y justas», constataron la notoria pérdida de credibilidad por parte de la autoridad electoral debido a las acusaciones de parcialidad política contra su jerarquía, emitiendo una serie de sugerencias para transparentar su funcionamiento de cara a las posteriores elecciones locales de 2000.

## Nominación de candidatos
A pesar de que la legislación vigente establecía con claridad que la nominación de candidatos presidenciales y parlamentarios debía realizarse después de que se completara el proceso de registro electoral, la MEC lo ignoró y fijó los días 12 y 13 de abril como la fecha para que los candidatos parlamentarios presentaran sus documentos y firmas en las sedes de la Comisión en sus distritos. Esto provocó numerosos problemas, ya que muchos candidatos tuvieron que enfrentar obstáculos para registrarse en sus circunscripciones, y más aún para obtener las firmas de electores registrados (al menos diez) que avalaran su candidatura. El procedimiento fue aún más complejo para las elecciones presidenciales, donde cada candidato debía reunir las diez firmas en cada distrito. La MEC fijó el 15 de abril como el día de la nominación para las fórmulas presidenciales. Varios candidatos potenciales presentaron una petición ante el Tribunal Supremo el 10 de abril, exigiendo que la MEC se comprometiera a no rechazar nominaciones sobre la base de que un elector firmante no estaba debidamente registrado hasta que se realizara una verificación al término del proceso del registro electoral. Aunque el Tribunal Supremo falló a favor de la solicitud de los candidatos, la MEC se negó inicialmente a acatarlo.
El día de la nominación de candidatos presidenciales tuvo lugar en el Comesa Hall de Blantire durante la jornada del 15 de abril. Aunque debería haberse trato de un procedimiento tranquilo y puramente administrativo, la falta de seguridad desató un caos cuando simpatizantes de los tres principales partidos entraron al edificio y comenzaron a emitir consignas, abuchearse e insultarse mutuamente. La posibilidad de una confrontación violenta fue contenida cuando los principales dirigentes de los partidos se apersonaron en el lugar y llamaron a la calma. Cinco candidatos presentaron sus documentos: Bakili Muluzi (por el UDF), Gwanda Chakuamba (por la Alianza MCP/AFORD), Kamlepo Kalua (por el Partido Democrático de Malaui), Daniel Kanfosi Nkhumbwe (por el Congreso para la Unidad Nacional) y Bingu wa Mutharika (por el Partido Unido). Al cierre del mediodía se descubrió que cuatro de las cinco nominaciones eran técnicamente incorrectas, carecían de firmas y avales de los partidos. Por ley, la corrección informal de estas nominaciones después del plazo podría haber sido impugnada si esta información hubiera salido a la luz.
En principio Mkhumbwe, uno de los cinco candidatos que presentaron documentos, fue excluido de la contienda presidencial por no haber reunido el número necesario de firmas para respaldar su candidatura. La comisión le dio a Mkhumbwe más tiempo para obtener el número necesario de firmas de sus partidarios en cada uno de los 26 distritos de Malaui. Sin embargo, se declaró que no había cumplido con dichos requisitos. La MEC posteriormente revocó su decisión porque el candidato aparentemente había presentado las firmas pero el personal no entregó el documento al director ejecutivo a tiempo, permitiendo a Mkhumbwe competir.

## Controversias

### Acusaciones de parcialidad contra la MEC
El período previo a la campaña se vio salpicado por constantes denuncias de que la Comisión Electoral de Malaui (MEC) se encontraba sesgada a favor del UDF. La MEC designada en diciembre de 1993 por el régimen de Banda (con la aprobación del Consejo Consultivo Nacional responsable de la transición democrática), presidida por la jueza Anastasia Msosa, había administrado el proceso electoral de 1994 con elogios por parte de los observadores internacionales y el reconocimiento de la totalidad de las fuerzas políticas. Sin embargo, en diciembre de 1997, Muluzi declaró disuelta la MEC de 1994 y nombró una nueva directiva en julio de 1998, presidida por el juez William Hanjahanja. Aunque el procedimiento para designar a la nueva autoriad de la MEC había cumplido con las normativas constitucionales al respecto y su estructura interna era políticamente equilibrada (con integrantes designados por iniciativa tanto del UDF como del MCP y la AFORD), el nuevo ente electoral fue criticado por ser abrumadoramente partidista (ante la falta de sectores tecnocráticos o independientes), lo que motivó que la gestión del proceso se viera asediada por conflictos dentro del cuerpo. El mismo Hanjahanja, nuevo presidente del organismo, fue acusado constantemente de estar vinculado a Muluzi, y su autoridad se vio constantemente socavada por sus propios subalternos.
Además de los conflictos políticos, la gestión de Hanjahanja en la Comisión Electoral se caracterizó por un deterioro en su relación con la prensa. Previo a las elecciones, con la ayuda de un asesor experto, se elaboró un documento de «Política de Medios» para orientar a todos los Comisionados y al personal de la Secretaría sobre el enfoque que debía adoptarse en la comunicación con los medios. Desde finales de noviembre de 1998, la MEC instituyó una rueda de prensa semanal para que el organismo pudiera presentar su mensaje positivo sobre el proceso electoral a medida que avanzaba y explicar los problemas que estaba experimentando y cómo se estaban abordando. Sin embargo, para enero de 1999, la Comisión había abandonado la «Política de Medios» y dejó de dar ruedas de prensa. Aunque la nueva Oficial de Medios y Relaciones Públicas de la MEC intentó revitalizar ambas, su renuncia y la imposibilidad de reemplazarla marcaron el fin de cualquier intento del ente electoral interactuar positivamente con los medios. Las críticas de los medios comenzaron a aumentar a medida que se hacían evidentes las deficiencias en el proceso de registro de votantes entre marzo y abril. Cuando hubo alguna respuesta, los miembros de la MEC, tanto los Comisionados como la Secretaría, respondieron en un intento descoordinado y contradictorio de defender al cuerpo. La imagen de la MEC ya había sido dañada considerablemente por un segmento sustancial de los medios para cuando finalmente los escándalos se manifestaron en renuncias.

### Conflicto por la candidatura del MCP y renuncia de Hanjahanja
Desde el momento en que se planteó la idea de una candidatura conjunta entre el MCP y la AFORD, el oficialismo comenzó a sostener la interpretación de que una coalición entre partidos era inconstitucional o ilegal. En un discurso pronunciado en septiembre de 1998, Muluzi afirmó que una alianza entre el MCP y la AFORD era ilegal porque los candidatos a la presidencia y la vicepresidencia debían pertenecer a un mismo partido. Al ser consultado, Hanjahanja (en calidad de presidente de la MEC), afirmó que su trabajo era organizar las elecciones, no interpretar la constitución, y el asunto fue superado por un intento del gobierno de impedir que los líderes del MCP y de AFORD se presentaran a cargos públicos debido a antecedentes penales. Cuando este esfuerzo fue abandonado a finales de enero de 1999, se reanudó el debate de la candidatura a vicepresidente luego de que Chakuamba anunciara la creación de la «Alianza de la Unidad» y confirmara oficialmente a Chihana como su compañero de fórmula. En marzo, los apoderados legales de la Alianza enviaron una carta a la directiva de la MEC preguntando si era posible que los logos del MCP y la AFORD aparecieran juntos en la boleta electoral. La respuesta de Hanjahanja fue esgrimir que la ley electoral y la constitución exigían que el candidato y su compañero de fórmula debían pertenecer al mismo partido, replicando casi completamente las palabras del discurso previo de Muluzi. El mismo día, durante un evento público, Muluzi se refirió a este hecho y su discurso dio a entender que conocía la correspondencia entre Hanjahanja y los apoderados de la Alianza (que todavía no habían sido hecho públicos). El incidente condujo al MCP y a la AFORD a acusar abiertamente a Hanjahanja de obedecer órdenes de Muluzi, dañando seriamente la credibilidad de la MEC.
El conflicto por la candidatura de la Alianza terminó precipitando una ruptura dentro de la MEC. Los Comisionados vinculados al MCP y a la AFORD dejaron definitivamente de asistir a las reuniones del cuerpo y muchos filtraron sus críticas a la prensa. La noción de que Hanjahanja actuaba por iniciativa propia, en muchas ocasiones a espaldas de los demás Comisionados y tomando decisiones unilaterales sin consultarles, contribuyó a reforzar la percepción de que estaba influenciado por el UDF. A finales de marzo, cuatro Comisionados emitieron un comunicado conjunto en el que se desvinculaban públicamente de la decisión de Hanjahanja de no permitir que la Alianza postulara la fórmula interpartidaria, poniendo en conocimiento a la coalición opositora de su decisión. El 15 de abril, durante la jornada del día de la nominación, la Alianza presentó una solicitud ante el Tribunal Supremo y obutvo un fallo judicial favorable que revocó la decisión de Hanjahanja y permitió la inscripción del binomio Chakuamba-Chihana. Hanjahanja respondió presentando una apelación a nombre de la MEC (a pesar de la oposición interna), lo que condujo a que sectores de la sociedad civil, partidos políticos e incluso observadores internacionales expresaran su condena. Los Comisionados díscolos dejaron de asistir a las sesiones de la MEC después del incidente, y esta prácticamente no se reunió a pesar de la gran cantidad de cuestiones urgentes que ralentizaban el proceso electoral.
Afrontando una situación cada vez más desesperada y el boicot de la mitad del organismo, Hanjahanja dimitió como presidente de la MEC el 13 de mayo, luego de que se hubiera dictaminado un nuevo retraso en los comicios ante la ausencia de material requerido y la indefinición judicial respecto a las candidaturas impugnadas. Hanjahanja se convirtió de este modo en el primer (y hasta la fecha único) presidente de la MEC que ha renunciado al cargo sin completar su período y sin administrar ninguna elección. Si bien citó «motivos de salud» en su carta de renuncia, prácticamente no existían dudas de que su partida se debía a las presiones interna y externas en su contra. Fue reemplazado el mismo día de manera apresurada por James Kalaile, juez del Tribunal Supremo. La renuncia de Hanjahanja no evitó que los medios de comunicación y partes interesadas continuaran criticando la gestión electoral y que la credibilidad de la MEC se viera dañada definitivamente. En medio de fuertes presiones, Kalalile anunció el 27 de mayo que la MEC retiraba cualquier apelación sobre la fórmula de la Alianza, reconociendo su legalidad. Sin embargo, el Tribunal Supremo indicó que habría fallado en contra de todas formas. Las coaliciones electorales, incluso con fórmulas presidenciales interpartidarias, se han convertido en algo relativamente común en Malaui desde entonces.

## Campaña
La campaña se desarrolló en medio de un clima de profunda desconfianza y agresividad, fruto de los conflictos entre el UDF y la Alianza MCP/AFORD, la profunda polarización política, las fragmnetaciones regionales, la mala situación económica y las críticas contra la administración preelectoral de la MEC. Los manifiestos de los partidos estaban plagados de una retórica agresiva enfocada mayormente en ataques al otro bando más, mientras que las propuestas emitidas no pasaron de promesas vagas. La falta de diferencias ideológicas concretas entre los principales partidos políticos contribuyó a afianzar ese clima, pues dejó las diferencias regionales y las acusaciones cruzadas como el único punto de debate.
El oficialista UDF centró su campaña en defender su historial de gobierno, blindarse de las críticas de la oposición y resaltar la «herencia desastrosa» del MCP. Muluzi enfocó su discurso en afirmar que su administración había consolidado la posición de Malaui como una democracia, y destacó los amplios programas en contra de la pobreza, la introducción de la educación primaria gratuita, la construcción de escuelas secundarias y la inserción positiva de Malaui en la comunidad internacional como sus principales logros de gestión. El manifiesto del UDF, titulado «Eradicating Poverty, Our Goal» (en español: «Erradicar la pobreza, nuestro objetivo»), establecía una comparativa entre la situación del país en 1994 (apelando constantemente al recurso «los 31 años de régimen del MCP» y mencionando al antiguo partido único al menos una vez por página), los logros del UDF para solucionar los problemas (buscando retratar un panorama positivo del rumbo del país) y las propuestas para una futura gestión (que alternaban entre la continuidad o la mejora de alguna política). La apelación constante a la precaria situación internacional y a los problemas heredados del régimen del MCP (así como la amenaza velada de un posible restablecimiento de la dictadura si este ganaba las elecciones) fueron la característica definitoria de la retórica del partido, en gran medida con el objetivo de evadir las críticas. El último capítulo del manifiesto, titulado «¿Por qué votar al UDF?», citaba tres veces «el MCP no está capacitado para gobernar» como motivación. La mayor parte del texto del manifiesto fue deliberadamente vago y, al igual que los demás partidos, se criticó la ausencia de un plan concreto sobre como cumplir las propuestas establecidas.
Por su parte, la opositora Alianza MCP/AFORD hizo campaña criticando los escándalos de corrupción y los exabruptos institucionales del gobierno de Muluzi. También culparon al gobierno de la UDF del colapso de la infraestructura agrícola, así como de políticas divisivas que han profundizado la polarización regional en Malaui. Fuera de la elección presidencial, el MCP y la AFORD hicieron campaña por separado en sus áreas de influencia, publicando cada uno un manifiesto diferente. El MCP lanzó un manifiesto titulado «Reconciliation, Reconstruction and Development» (en español: «Reconciliación, Reconstrucción y Desarrollo»), en el cual se enfocó principalmente en atacar al gobierno del UDF como un «caos» y reivindicó el historial del partido como promotor de la estabilidad. Sin embargo, Chakuamba evitó reivindicar el régimen de partido único y la retórica del partido estuvo más avocada a una visión de futuro, buscando retratarse como un partido reformado, diferente a la cúpula dictatorial que había regido al país por tres décadas. Esto condujo a numerosas contradicciones para la campaña opositora. En términos económicos, el MCP retrató al oficialismo como corrupto e incompetente e hizo campaña con una plataforma de libre mercado y austeridad fiscal, a pesar de haber mantenido durante su largo gobierno una economía de corte estatista con fuerte corrupción institucional. Asimismo, aunque la oposición criticó el deterioro de las relaciones regionales y tribales bajo la administración del UDF, la Alianza realizó una abierta campaña negativa enfocada en explotar las tensiones tribales y religiosas, resaltando el origen musulmán de Muluzi y dominio político del Sur. La AFORD, por su parte, se incorporó tardíamente a la campaña, afectando a muchos de sus candidatos y debilitando su base de poder en el Norte.

## Resultados

### Presidencia

#### Resultado general
La votación tuvo lugar el 15 de junio con relativa normalidad, con la excepción de la circunscripción de Mzimba West, donde la falta de boletas electorales provocó que la votación se cancelara y se realizara el 16 de junio. La participación fue abrumadoramente alta, mucho más de lo esperado por las autoridades. Algunos distritos del Sur sufrieron faltan de boletas y, cuando estas se agotaron, en muchos casos el centro de votación se cerró aún cuando había votantes esperando. Por lo demás, los observadores consideraron que las autoridades electorales se desenvolvieron con profesionalismo y enseñaron debidamente a las personas a manejar la boleta, lo que se tradujo en un número bajo de votos anulados. Tras el cierre de las urnas la MEC declaró que anunciaría los resultados preliminares después de las 72 horas siguientes al cierre de la elección, lo que en realidad fue una interpretación errónea de la Ley Electoral, que establecía que el anuncio de los resultados debía ser «dentro de las primeras 72 horas posteriores». El proceso de escrutinio fue en todo caso muy lento, reportándose sobre todo inoperancias administrativas a la hora de contar los votos. La MEC se reunió en el Centro Nacional de Recuento en Comesa Hall, Blantire, temprano por la mañana del viernes 18 de junio. Sin embargo, problemas logísticos en la transmisión retrasaron el anuncio de los resultados hasta bien entrada la tarde. Ante el clima político marcadamente tenso y los constantes conflictos con la prensa, los comisionados de la MEC rechazaron comparecer ante los medios de comunicación tras la lectura del primer boletín de resultados, con su presidente James Kalaile despachando a los periodistas presentes con la frase: «estamos cansados» (que sería objeto de duras críticas y cuestionamientos).
El resultado anunciado fue una victoria para el presidente Bakili Muluzi, del Frente Democrático Unido, que se impuso con el 52,38 % de los votos válidamente emitidos contra el 45,17 % obtenido por Gwanda Chakuamba, de la Alianza de la Unidad. La elección estuvo casi completamente polarizada entre Muluzi y Chakuamba. Los demás candidatos se repartieron el 2,45 % restante y ninguno superó el 2 % de los votos por sí solo en ningún distrito del país. El aumento en la participación, que alcanzó hasta el 93,76 % de los electores registrados, implicó que las dos principales fuerzas políticas aumentaran su caudal de votos absolutos respecto a 1994. A pesar de la unidad entre el MCP y la AFORD, este resultó ser en última instancia insuficiente para contrapesar al UDF, que logró imponerse gracias a su fuerte dominio de la populosa región Sur y a un giro favorable en el Centro. La unidad entre el MCP y la AFORD no atenuó el patrón electoral de fragmentación electoral y este se vio más reforzado que nunca. Muluzi se impuso en casi todos los distritos sureños, excepto dos, y en general mantuvo el mismo patrón de votación que en 1994. Su mejor resultado fue en Machinga, su distrito natal, donde obtuvo el 94,60 % de los votos (lo que fue además el triunfo más aplastante de la jornada para cualquiera de los dos candidatos), seguido por el vecino Mangochi con un 90,79 %. Sin embargo, el presidente continuó estando electoralmente restringido casi completamente a su bastión sureño. Aunque logró volver a triunfar en los distritos centrales de Ntcheu y Salima (distrito natal del vicepresidente Justin Malewezi) que había ganado en 1994, continuó siendo incapaz de romper la hegemonía del MCP en el Centro o penetrar en los distritos norteños donde dominaba la AFORD. Aun así, la polarización de la elección entre dos candidatos le permitió aumentar ligeramente su apoyo captando algunos votos descontentos de la AFORD y logró superar el 5 % de las preferencias en todos los distritos del país, siendo su porcentaje de votos más bajo en el norteño distrito de Karonga, donde obtuvo el 5,61 %. Su mayor crecimiento respecto a 1994 fue en las áreas centrales donde dominaba el MCP, mostrándose competitivo en la capital, Lilongüe (aunque fue derrotado a nivel distrital) y superando el 20 % de los votos en todos los distritos.
Por su parte, Chakuamba obtuvo más de 2.1 millones de votos para un 45,17 % del total de sufragios válidos, lo que hasta la fecha permanece como la mayor cantidad de votos absolutos y porcentuales jamás logrados en Malaui por un candidato presidencial que resultó derrotado. También se ha mantenido como el candidato perdedor que más distritos ha ganado debido a que logró coaligar tanto el Centro como el Norte, pese a que no bastaron para contrapesar al Sur. Logró retener con facilidad la hegemonía del MCP sobre la región Central de habla chewa, pero sufrió algunos pequeños reveses notables, destacando los distritos de Nkhotakota y Ntchisi, donde se impuso por márgenes inferiores a las victorias obtenidas por el partido en 1994. Los motivos para estos reveses son objeto de debate, existiendo versiones que barajan una posible movilización en contra de Chakuamba dentro del partido instigada por John Tembo para precipitar su derrota y desalojarlo del liderazgo. A pesar de las críticas internas contra Chihana en la AFORD por la coalición con el MCP, el electorado del partido se mostró masivamente leal y Chakuamba se impuso por márgenes abrumadores en los distritos del Norte, todos los cuales previamente habían sido bastiones casi unánimes de la oposición al régimen de Banda. Su porcentaje de votos más alto fue en Karonga (que en el referéndum de 1993 había sido el distrito donde el multipartidismo triunfó por mayor diferencia) con el 92,96 %. Su porcentaje más bajo fue en el distrito natal de Muluzi, Machinga, donde obtuvo solo un 3,33 %. Logró mostrarse competitivo en el extremo sur, ganando su distrito natal en Nsanje y el vecino distrito de Chikwawa.
|  | 52.38 % |

|  | 45.17 % |

|  | 1.45 % |

|  | 0.52 % |

|  | 0.47 % |

|  | 98.07 % |

|  | 1.93 % |

|  | 100.00 % |

|  | 93.76 % |

#### Resultado por región y distrito
| Distrito                           | Muluzi (UDF) | Muluzi (UDF) | Chakuamba (MCP/AFORD) | Chakuamba (MCP/AFORD) | Kalua (MDP) | Kalua (MDP) | Nkhumbwe (CONU) | Nkhumbwe (CONU) | Mutharika (UP) | Mutharika (UP) | Votos válidos | En blanco/ Anulados | Total/Registrados | Total/Registrados | Total/Registrados |
| Distrito                           | Votos        | %            | Votos                 | %                     | Votos       | %           | Votos           | %               | Votos          | %              | Votos válidos | En blanco/ Anulados | Total/Registrados | Total/Registrados | Total/Registrados |
| ---------------------------------- | ------------ | ------------ | --------------------- | --------------------- | ----------- | ----------- | --------------- | --------------- | -------------- | -------------- | ------------- | ------------------- | ----------------- | ----------------- | ----------------- |
| Dedza                              | 69,509       | 31.59%       | 144,937               | 65.88%                | 3,937       | 1.79%       | 924             | 0.42%           | 704            | 0.32%          | 220.011       | 5.210               | 225.221           | 94.5%             | 238.353           |
| Dowa                               | 45,841       | 24.96%       | 133,392               | 72.64%                | 3,212       | 1.75%       | 643             | 0.35%           | 543            | 0.30%          | 183,631       | 6,033               | 189,664           | 94.3%             | 201,082           |
| Kasungu                            | 50,025       | 22.89%       | 163,396               | 74.76%                | 3,005       | 1.37%       | 1,469           | 0.67%           | 657            | 0.30%          | 218,552       | 3,269               | 221,821           | 93.6%             | 236,987           |
| Lilongüe                           | 142,015      | 24.93%       | 417,532               | 73.29%                | 7,090       | 1.24%       | 1,713           | 0.30%           | 1,385          | 0.24%          | 569,735       | 10,070              | 579,805           | 91.4%             | 634,120           |
| Mchinji                            | 53,938       | 37.19%       | 87,453                | 60.29%                | 2,304       | 1.59%       | 769             | 0.53%           | 587            | 0.40%          | 145,051       | 2,780               | 147,831           | 92.5%             | 159,895           |
| Nkhotakota                         | 54,262       | 48.32%       | 55,373                | 49.31%                | 1,488       | 1.32%       | 653             | 0,58%           | 531            | 0.47%          | 112,307       | 1,649               | 113,956           | 94.8%             | 120,162           |
| Ntcheu                             | 131,229      | 78.71%       | 30,246                | 18.14%                | 2,742       | 1.64%       | 1,053           | 0,63%           | 1,461          | 0.88%          | 166,731       | 3,586               | 170,317           | 93.7%             | 181,841           |
| Ntchisi                            | 32,496       | 42.56%       | 41,924                | 54.91%                | 1,333       | 1.75%       | 279             | 0.37%           | 317            | 0.42%          | 76,349        | 1,646               | 77,995            | 94.5%             | 82,528            |
| Salima                             | 55,597       | 51.08%       | 50,106                | 46.03%                | 2,129       | 1.96%       | 501             | 0.46%           | 516            | 0.47%          | 108,849       | 3,573               | 112,422           | 93.5%             | 120,235           |
| Central                            | 637,912      | 35.42%       | 1,124,359             | 62.42%                | 27,240      | 1.51%       | 8,004           | 0.44%           | 6,701          | 0.37%          | 1,801,216     | 37,816              | 1,839,032         | 93.1%             | 1,975,203         |
| Chitipa                            | 6,330        | 9.68%        | 57,851                | 88.49%                | 554         | 0.85%       | 576             | 0.88%           | 68             | 0.10%          | 65,379        | 289                 | 65,668            | 92.8%             | 70,801            |
| Karonga                            | 5,366        | 5.61%        | 88,977                | 92.96%                | 617         | 0.64%       | 612             | 0.64%           | 142            | 0.15%          | 95,714        | 1,361               | 97,075            | 96.8%             | 100,279           |
| Nkhata Bay                         | 27,639       | 8.61%        | 286,788               | 89.32%                | 2,889       | 0.90%       | 3,209           | 1.00%           | 543            | 0.17%          | 321,068       | 2,007               | 323,075           | 97.2%             | 332,262           |
| Rumphi                             | 14,636       | 16.27%       | 72,912                | 81.05%                | 1,108       | 1.23%       | 1,008           | 1.12%           | 297            | 0.33%          | 89,961        | 1,030               | 90,991            | 95.4%             | 95,399            |
| Mzimba                             | 7,159        | 9.51%        | 67,160                | 89.21%                | 505         | 0.67%       | 401             | 0.53%           | 62             | 0.08%          | 75,287        | 409                 | 75,696            | 94.4%             | 80,165            |
| Norte                              | 61,130       | 9.44%        | 573,688               | 88.61%                | 5,673       | 0.88%       | 5,806           | 0.90%           | 1,112          | 0.17%          | 647,409       | 5,096               | 652,505           | 96.1%             | 678,906           |
| Balaka                             | 111,723      | 89.40%       | 10,400                | 8.32%                 | 1,803       | 1.44%       | 540             | 0.43%           | 508            | 0.41%          | 124,974       | 2,813               | 127,787           | 93.3%             | 136,913           |
| Blantire                           | 262,974      | 73.80%       | 86,662                | 24.32%                | 3,739       | 1.05%       | 1,199           | 0.34%           | 1,756          | 0,49%          | 356,330       | 5,914               | 362,244           | 89.3%             | 405,434           |
| Chikwawa                           | 34,615       | 43.95%       | 83,109                | 53.53%                | 2,712       | 1.75%       | 639             | 0.41%           | 557            | 0.36%          | 155,245       | 3,868               | 159,113           | 91.3%             | 174,316           |
| Chiradzulu                         | 107,161      | 89.09%       | 10,697                | 8.89%                 | 1,454       | 1.21%       | 420             | 0.35%           | 549            | 0.46%          | 120,281       | 2,493               | 122,774           | 95.6%             | 128,439           |
| Machinga                           | 175,735      | 94.60%       | 6.193                 | 3.33%                 | 2,399       | 1.29%       | 648             | 0.35%           | 801            | 0.43%          | 185,776       | 4,113               | 189,889           | 94.8%             | 200,400           |
| Mangochi                           | 275,940      | 90.79%       | 21,160                | 6.96%                 | 4,311       | 1.42%       | 1,158           | 0.38%           | 1,367          | 0.45%          | 303,936       | 8,124               | 312,060           | 96.4%             | 323,713           |
| Mulanje                            | 165,050      | 77.55%       | 38,615                | 18.14%                | 5,269       | 2.48%       | 1,730           | 0.81%           | 2,162          | 1.02%          | 212,826       | 5,391               | 218,217           | 94.0%             | 232,107           |
| Mwanza                             | 50,901       | 76.76%       | 13,256                | 19.99%                | 1,252       | 1.89%       | 478             | 0.72%           | 429            | 0.65%          | 66,316        | 1,594               | 67,910            | 94.2%             | 72,093            |
| Nsanje                             | 30,575       | 33.08%       | 60,315                | 65.25%                | 1,048       | 1.13%       | 257             | 0.28%           | 244            | 0.26%          | 92,439        | 2,312               | 94,751            | 95.2%             | 99,538            |
| Thyolo                             | 174,327      | 78.82%       | 37,565                | 16.99%                | 4,235       | 1.91%       | 1,586           | 0.72%           | 3,448          | 1.56%          | 131,307       | 3,441               | 134,748           | 77.3%             | 174,357           |
| Zomba                              | 226,336      | 85.94%       | 26,021                | 9.88%                 | 4,591       | 1.74%       | 910             | 0.35%           | 1,198          | 0.45%          | 259,056       | 4,324               | 263,380           | 92.6%             | 284,359           |
| Sur                                | 1,746,643    | 78.85%       | 408,743               | 18.45%                | 34,943      | 1.58%       | 10,537          | 0.48%           | 14,260         | 0.64%          | 2,215,126     | 48,759              | 2,263,885         | 93.6%             | 2,417,713         |
| Total                              | 2,442,685    | 52.38%       | 2,106,790             | 45.17%                | 67,856      | 1.45%       | 24,347          | 0.52%           | 22,073         | 0.47%          | 4,663,751     | 91,671              | 4,755,422         | 93.8%             | 5,071,822         |
| Fuente: African Elections Database |              |              |                       |                       |             |             |                 |                 |                |                |               |                     |                   |                   |                   |

### Asamblea Nacional

Resultado de las elecciones parlamentarias por circunscripción electoral.

|  | 47.32 % |

|  | 33.81 % |

|  | 10.56 % |

|  | 0.58 % |

|  | 0.25 % |

|  | 0.16 % |

|  | 0.07 % |

|  | 0.07 % |

|  | 0.03 % |

|  | 0.03 % |

|  | 0.02 % |

|  | 7.10 % |

|  | 95.88 % |

|  | 4.12 % |

|  | 100.00 % |

|  | 92.35 % |